# 新潟史学会
新潟史学会（にいがたしがくかい）は、史学に関する研究を行い、研究資料の保存や歴史知識等の普及をはかることを目的とする学会。1951年6月23日に発会した。

## 概要
- 事務局を新潟大学人文学部史学研究室（新潟市西区五十嵐2の町8050)に置き、同大の史学系教員や史学系修了者・卒業生・在学生、その他主旨に賛同した者を会員としている。

## 活動内容
- 研究大会・例会の開催。会誌『新潟史学』等の発行。調査・見学。講座・各種講演会の開催など。

## 歴代会長
- 森谷秀亮
- 植村清二
- 太田廣
- 山田英雄
- 佐藤誠朗
- 赤澤計眞
- 古厩忠夫
- 小林昌二
- 芳井研一
- 荻美津夫
- 矢田俊文（現会長）

## 会誌
- 『新潟史学』（1968年11月創刊） ISSN 0287-4946

## 加盟団体
- 日本歴史学協会